# هوارد إل. مايرز
هوارد إل. مايرز (بالإنجليزية: Howard L. Myers)‏ (9 مارس 1930 في الولايات المتحدة - 1971)؛ كاتب وروائي أمريكي.